# Лесное (Фёдоровский район)
Лесное (каз. Лесной) — село в Фёдоровском районе Костанайской области Казахстана. Административный центр Коржинкольского сельского округа. Код КАТО — 396849100.

## Население
В 1999 году население села составляло 753 человека (375 мужчин и 378 женщин). По данным переписи 2009 года, в селе проживало 676 человек (326 мужчин и 350 женщин). По данным переписи 2021 года, в селе проживало 678 человек (330 мужчин и 348 женщин).